# Gábor Eperjesi
Gábor Eperjesi (Miskolc, 12 gennaio 1994) è un calciatore ungherese, difensore del Csíkszereda.

## Palmarès

### Club

#### Competizioni nazionali
- Coppa di Lega ungherese: 1

Diósgyőr: 2013-2014